# Saltos ornamentais nos Jogos Olímpicos de Verão da Juventude de 2010
As competições de saltos ornamentais nos Jogos Olímpicos de Verão da Juventude de 2010 integraram o programa de esportes aquáticos junto com os natação e foram disputadas entre 21 e 24 de agosto no Complexo de Natação de Toa Payoh, em Singapura.
A modalidade foi composta por provas do trampolim de 3 metros e da plataforma de 10 metros tanto para rapazes quanto para moças, totalizando quatro eventos.

## Eventos
| - Trampolim 3 m individual masculino - Plataforma 10 m individual masculino | - Trampolim 3 m individual feminino - Plataforma 10 m individual feminino |

## Calendário
| Agosto             | 14 | 15 | 16 | 17 | 18 | 19 | 20 | 21 | 22 | 23 | 24 | 25 | 26 |
| ------------------ | -- | -- | -- | -- | -- | -- | -- | -- | -- | -- | -- | -- | -- |
| Saltos ornamentais |    |    |    |    |    |    |    | 1  | 1  | 1  | 1  |    |    |

|  | Dia de competição |  | Dia de final |

## Medalhistas
Feminino
| Evento                              | Ouro               | Prata                      | Bronze                           |
| ----------------------------------- | ------------------ | -------------------------- | -------------------------------- |
| Trampolim 3 m individual detalhes   | Liu Jiao CHN China | Pandelela Pamg MAS Malásia | Viktoriya Potyekhina UKR Ucrânia |
| Plataforma 10 m individual detalhes | Liu Jiao CHN China | Pandelela Pamg MAS Malásia | Sin Ji-Hyang PRK Coreia do Norte |

Masculino
| Evento                              | Ouro             | Prata                        | Bronze                           |
| ----------------------------------- | ---------------- | ---------------------------- | -------------------------------- |
| Trampolim 3 m individual detalhes   | Qiu Bo CHN China | Oleksandr Bondar UKR Ucrânia | Michael Hixon USA Estados Unidos |
| Plataforma 10 m individual detalhes | Qiu Bo CHN China | Oleksandr Bondar UKR Ucrânia | Iván García MEX México           |

## Quadro de medalhas
| Ordem | País                | Medalha de ouro | Medalha de prata | Medalha de bronze |    |
| ----- | ------------------- | --------------- | ---------------- | ----------------- | -- |
| 1     | CHN China           | 4               |                  |                   | 4  |
| 2     | UKR Ucrânia         |                 | 2                | 1                 | 3  |
| 3     | MAS Malásia         |                 | 2                |                   | 2  |
| 4     | PRK Coreia do Norte |                 |                  | 1                 | 1  |
|       | USA Estados Unidos  |                 |                  | 1                 | 1  |
|       | MEX México          |                 |                  | 1                 | 1  |
| TOTAL | TOTAL               | 4               | 4                | 4                 | 12 |